# گردشگری در عراق

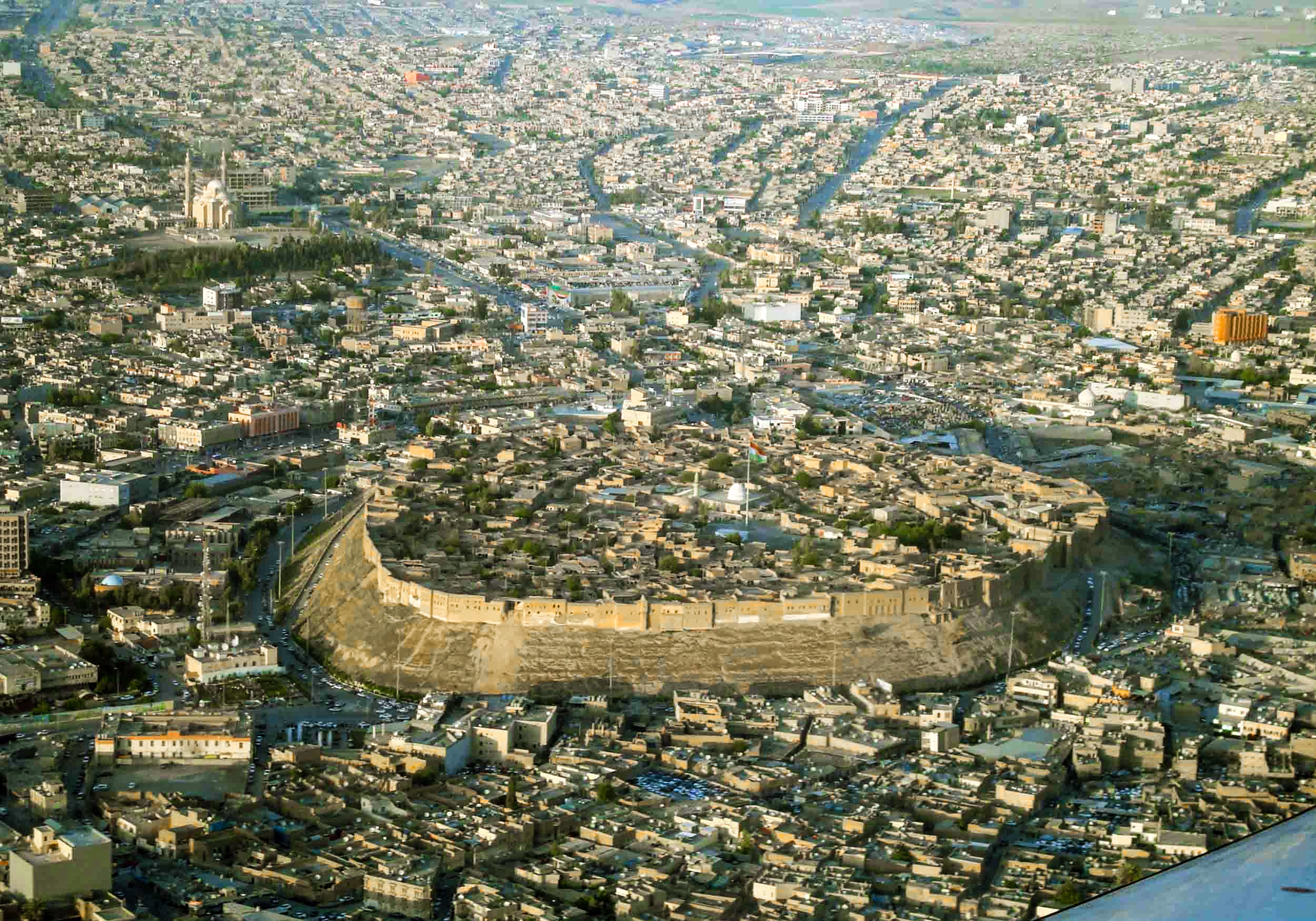
نمای هوایی ارگ اربیل

گردشگری در عراق به گردشگری در کشور عراق اشاره دارد. پایتخت این کشور بغداد، دومین شهر بزرگ جهان عرب پس از قاهره است. عراق دارای چندین مکان زیارتی اسلامی است که عموماً مربوط به اسلام شیعی هستند. عراق به عنوان مکانی بالقوه برای طبیعت‌گردی در نظر گرفته می‌شود. اربیل در سال۲۰۱۴ توسط کمیتهٔ گردشگری عرب به عنوان «پایتخت گردشگری کوردستان Kurdistan» انتخاب شد. با این حال، شهرهای سلیمانیه و کربلا و نجف به‌دلیل موقعیت اماکن تفریحی و مذهبی در این کشور، محبوب‌ترین مقاصد گردشگری در عراق هستند.

## اماکن مذهبی
گردشگری مذهبی، محبوب‌ترین نوع گردشگری در عراق است. سالانه ده‌ها میلیون گردشگر از کشورهای مختلف از اماکن مذهبی عراق دیدن می‌کنند. این اماکن و شهرها عبارت‌اند از:
- حرم علی بن ابی‌طالب در نجف
- قبور آدم و نوح در نجف
- حرم امام حسین و حرم عباس بن علی در کربلا
- حرم کاظمین در شهر کاظمین
- حرم عسکریین در سامرا
- مدفن شرف‌الدوله، امیر عقیل در سامرا
- مدفن ابوحنیفه در مسجد ابوحنیفه، بغداد
- مدفن عبدالقادر گیلانی در بغداد
- مدفن (یوشع بن نون) در بغداد.
- مدفن معروف کرخی در بغداد
- مدفن جنید بغدادی و سری سقطی در بغداد
- مسجد سلمان فارسی در مدائن در نزدیکی بغداد، مقبرهٔ سه نفر از صحابه و نوادگان محمد است.
- آرامگاه کمیل بن زیاد بین نجف و کوفه
- آرامگاه هانی بن عروه، مسلم بن عقیل و مختار ثقفی در مسجد کوفه
- مسجد سهله در کوفه
- مدفن طلحه در بصره
- مسجد مرکزی زبیر، شامل مقبره‌های زبیر بن عوام و عتبه بن غزوان
- حرم زید بن علی در بابل
- هود (پیامبر) و صالح در گورستان وادی‌السلام، نجف
- محراب ذوالکفل در حله
- پناهگاه یونس، شیث، جرجیس و دانیال در موصل
- پناهگاه عزیر در عماره
- زیارتگاه سعد بن عقیل در تل‌عفر
- مسجد ارنیت در تل‌عفر
- مسجد شیخ جواد صادق در تل‌عفر
- حرم و مسجد دانیال در کرکوک
- زیارتگاه‌های قبایل النامی در استان صلاح‌الدین
- مسجد حمو القادو در موصل
- مشهد یحیی ابوالقاسم در موصل
- حرم المحسن در موصل

## شهرهای مذهبی
نجف و کربلا مقاصد گردشگری پررونق برای مسلمانان شیعه محسوب می‌شوند و صنعت گردشگری در این شهرها پس از پایان حکومت صدام حسین رونق گرفت.

### نجف
کتابخانهٔ امیرالمؤمنین در نجف قرار دارد که توسط عبدالحسین امینی تأسیس شده‌است. مساجد سنتی که در طول تاریخ مراکز آموزشی بودند مانند مسجد الهندی، مسجد طوسی و مسجد کوفه

### کربلا
کربلا به دلیل آن‌که گروهی از اعضای خانواده پیامبر اسلام که در آنجا دفن شده‌اند، از نظر مسلمانان شیعه و برخی از علمای اهل سنت یکی از مقدس‌ترین شهرهای اسلام محسوب می‌شود.

### بغداد
بغداد، پایتخت عراق است. قبرهای تعدادی از خانوادهٔ پیامبر اسلام در بغداد است. علاوه بر این، مکان‌های زیادی برای بازدید وجود دارد. بغداد شهری است با رشد مداوم و تغییرات سریع، اما در عین حال تاریخ خود را حفظ می‌کند.

## صنعت

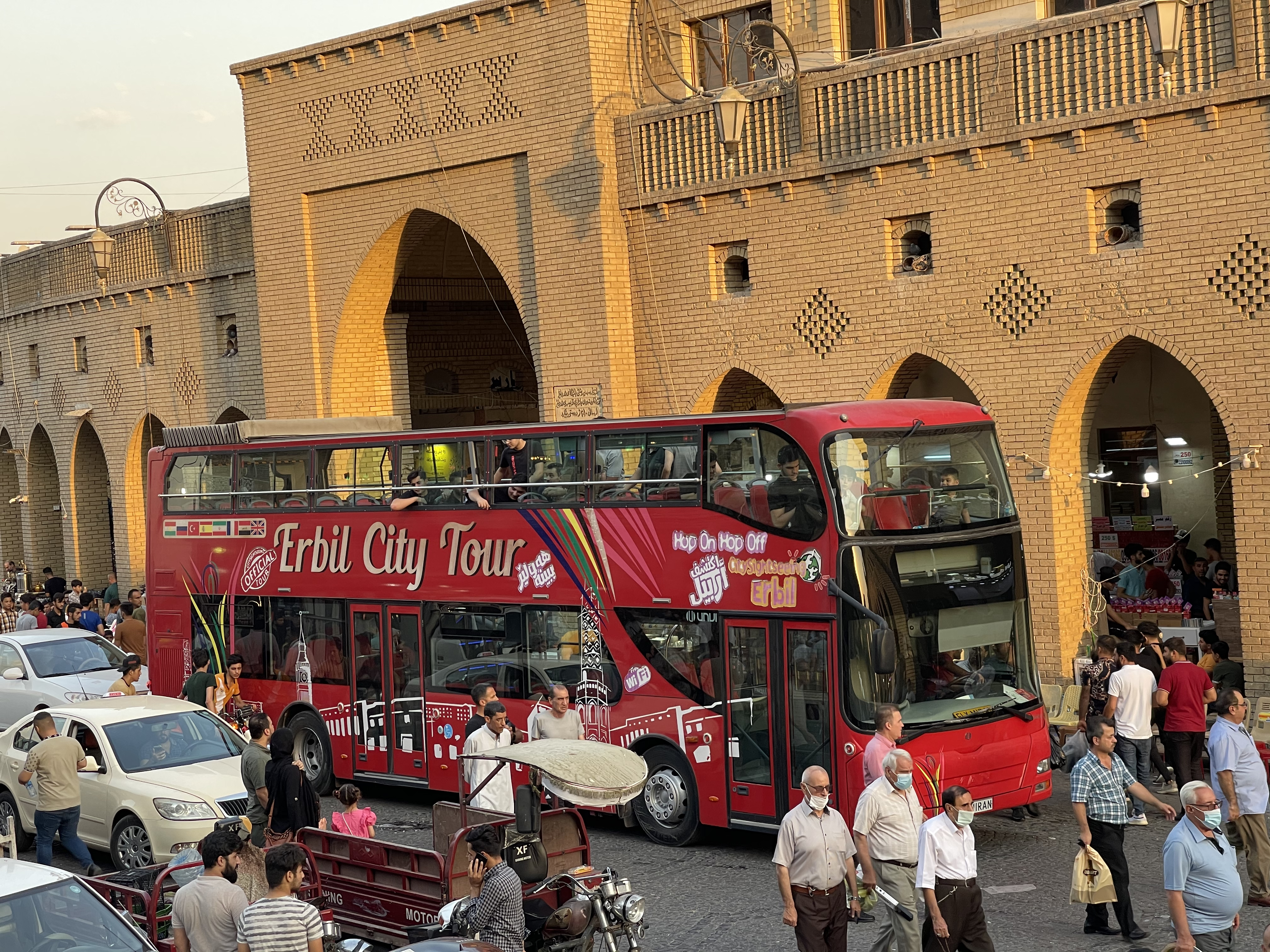
اتوبوس تور شهر اربیل.

تعداد گردشگران ورودی به عراق در سال ۲۰۱۳، ۸۹۲۰۰۰ نفر بوده‌است. در دو دههٔ گذشته بیشترین تعداد گردشگر در سال ۲۰۱۰ با ۱٫۵۱۸٫۰۰۰ گردشگر گزارش شده‌است. در سال ۲۰۱۲، ارزش دریافت گردشگری بین‌المللی ۱٫۶۴ میلیارد دلار بوده‌است.کردستان عراق، نقطهٔ مهمی برای گردشگری بوده و به عنوان منطقه‌ای امن و با ثبات شناخته می‌شده و کمتر تحت تأثیر تروریسم قرار گرفته‌است. در سال ۲۰۱۲، کردستان ۷۰ درصد افزایش گردشگران را ثبت کرده‌است. کردستان در سال ۲۰۰۷ دارای ۱۰۶ هتل بود که در سال ۲۰۱۲ علاوه بر ۲۱۴ متل و ۵۰ دهکدهٔ گردشگری به ۴۰۵ هتل افزایش یافت. به‌طوری‌که شهر اربیل در کردستان در سال ۲۰۱۴ به عنوان «پایتخت گردشگری عربی» اعلام شد. با این حال از سال ۲۰۱۵، فعالیت‌های داعش بر گردشگری عراق تأثیر منفی گذاشت.

## جاذبه‌ها
عراق دارای چهار میراث جهانی است که توسط یونسکو به رسمیت شناخته شده‌است و همچنین یازده مکان دیگر در فهرست آزمایشی یونسکو قرار دارند. این میراث شامل آشور (قلعه شرقات)، ارگ اربیل، هترا و شهر باستان‌شناسی سامرا است. فهرست آزمایشی هم شامل اور، نمرود، شهر باستانی نینوا، دژ اخیضر، واسط، بابل، تالاب‌های میان‌رودان، آرامگاه حزقیال، قبرستان وادی السلام در نجف، شهرستان عمادیه، ویژگی‌های تاریخی از رود دجله در رصافه بغداد است. علاوه بر این سایت‌ها، مکان‌هایی که می‌توان به‌طور حضوری در عراق از آن بازدید کرد، مانند انجمن پلاستیک عراق که آثار هنری متعددی را در خود جای داده‌است و سبک‌های سنتی و نوآورانهٔ طراحی را در خود جای داده‌است.